# أوليفييه ريبوردين
أوليفييه ريبوردين (بالفرنسية: Olivier Rabourdin)‏
```
هو 
ممثل
 
فرنسي
، ولد في 3 مارس 1959 
بنانتير
 في 
فرنسا
.
```

## أعمال

### أفلام
- (2008) تيكن[2]
- (2010) من الآلهة والرجال
- (2011) منتصف الليل في باريس[3]
- (2012) أوغسطين
- (2012) تيكن 2[4]
- (2014) غريس أميرة موناكو[5][6]
- (2016) شوكولا[7][8][9]

## وصلات خارجية
- أوليفر ريبوردين على موقع IMDb (الإنجليزية)
- أوليفر ريبوردين على موقع قاعدة بيانات الأفلام العربية
- أوليفر ريبوردين على موقع ألو سيني (الفرنسية)
- أوليفر ريبوردين على موقع ميوزك برينز (الإنجليزية)
- أوليفر ريبوردين على موقع تيرنر كلاسيك موفيز (الإنجليزية)
- أوليفر ريبوردين على موقع أول موفي (الإنجليزية)
- أوليفر ريبوردين على موقع قاعدة بيانات الأفلام السويدية (السويدية)
- أوليفر ريبوردين على موقع ديسكوغز (الإنجليزية)
- أوليفر ريبوردين على موقع قاعدة بيانات الفيلم (الإنجليزية)
- أوليفر ريبوردين على موقع كينوبويسك (الروسية)